# Gandalf’s Fist
Gandalf’s Fist ist eine britische Band aus Maryport, Cumbria in England. Ihre Musik ist beeinflusst durch den Progressive-/Psychedelic-Rock der 1970er Jahre. Die Band wurde 2005 gegründet und machte sich einen Namen durch häufiges Airplay im englischen Radio (Planet Rock Radio, Teamrock Radio), unterstützt durch diverse Interviews im "Classic Rock presents Prog"-Magazin. Sie festigten diesen Ruf durch einen Auftritt auf der "Second Stage" des Planet Rockstock Festivals in Great Yarmouth im Dezember 2013, obwohl sie ursprünglich ein reines Studioprojekt waren. Sie wurden in Geoff Barton’s TOP20 des Jahres 2013 im PROG Magazine Ausgabe #41 aufgelistet.

## Geschichte
Gegründet wurde die Band in einem Nachtclub im Jahre 2005 als ein gemeinsamer Freund einen sinnlosen Bandnamen erfand, um ein Mädchen zu beeindrucken. Gandalf’s Fist begann als kreative Zusammenarbeit zwischen Multi-Instrumentalist Dean Marsh and Texter/Sänger Luke Severn. Kennengelernt haben sie sich an der Universität und wurden gute Freunde, welche die folgenden zwei Jahre damit verbrachten, experimentelle Instrumental-Songs zu veröffentlichen. Die Ursprünge dieser Musik waren beeinflusst durch das goldene Zeitalter des Progressive Rock in den 1970ern und durch traditionelle englische Folkmusik.
Nachdem ihre Alben Road to Darkness und From a Point of Existence durchweg positive Kritiken von G. W. Hill (Music Street Journal) für ihre Mischung aus Neo-Prog, Folk-Rock und Hard Rock eingeheimst hatten, rekrutierten sie den deutschen Schlagzeuger Stefan Hepe für die Arbeit an ihrem vierten Album und führten ihn in der Besetzungsliste als einen der "Additional Wanderers Intercepting the Signal" auf.
Gandalf’s Fist veröffentlichten das darauffolgende Album A Day in the Life of a Universal Wanderer im September 2013, welches gleichzeitig die letzte Veröffentlichung der Band unter Vertrag mit der US-amerikanischen Plattenfirma Musik&Film war, und erhielten breitflächig positive Kritiken von Progressive Rock Journalisten (Classic Rock Magazin, Prog Magazine, Powerplay Magazine, Fireworks Magazine).
Nachdem sie das Angebot, auf der "Second Stage" des Planet Radio "Planet Rockstock" Festivals in Great Yarmouth zu spielen angenommen hatten, beförderten Gandalf’s Fist die Gastmusiker Stefan Hepe (Schlagzeug) und Christopher Ewen (Bass) zu vollwertigen Mitgliedern der Band.
Am 20. Oktober 2014 veröffentlichte die – nunmehr vierköpfige – Band mit neuem Material ihr fünftes Studioalbum namens A Forest of Fey, auf dem Gastmusiker wie Troy Donockley (Nightwish), John Mitchell (It Bites, Arena), Dave Oberlé (Gryphon) und Clive Nolan (Pendragon, Arena) mitwirken.
Mitte 2015 veröffentlicht die Band gleich zwei EPs: einmal ein unplugged Album mit Songs ihrer bisherigen Karriere, und eine "Best of" Zusammenstellung, welche einen Überblick über die bisher erschienenen Alben ermöglicht. Besonderheit dieser "Best-Of" ist, das drei Songs komplett neu eingespielt bzw. abgemischt wurden, welche zudem gratis auf ihrer Bandcamp-Seite erhältlich ist.
Im November 2015 verkündete die Band die Arbeit an ihrem sechsten Album, ein weiteres Konzeptalbum, dessen Veröffentlichung für 2016 geplant sei. Es sollte 3 CDs umfassen und den Titel "The Clockwork Fable" tragen. Unterstützt wird die Band auf diesem Album bei den Hörspielpassagen unter anderem durch die Schauspieler Mark Benton, Zach Galligan, Bill Fellows, Paul Kavanagh, Paul Barnhill und Tim Munro.
Ebenso sind Blaze Bayley (ehemals Iron Maiden), Arjen Lucassen, Dave Oberlé (Gryphon) and Matt Stevens (The Fierce and the Dead) auf dem Album vertreten.
Nach der Veröffentlichung von The Clockwork Fable am 1. Mai 2016, für das sie hervorragende Kritiken bekamen, spielten sie als Headliner auf der zweiten Bühne des HRH Prog Volume V Festivals in Pwllheli im März 2017, unterstützt durch die Sängerin Keri Farish und den Keyboarder Ben Bell (Fusion Orchestra 2, Patchwork Cacophony).
Ihr Videoclip zum Song "Shadowborn" (vom Album The Clockwork Fable) wurde für die Prog Magazine Awards 2017 in der Kategorie "Video of the Year" nominiert.
Nach mehrfacher erfolgreicher Zusammenarbeit mit Farish und Bell wurden beide im November 2017 zu vollwertigen Mitgliedern erklärt; Anfang Dezember 2017 erschien die Weihnachtssingle Winter's Mourning, auf der die neuen Mitglieder ihren Einstand gaben.
Im November 2018 spielte die Band abermals als Headliner auf der zweiten Bühne beim HRH Prog Volume VII Festival in Pwllheli.
Am 1. Juli 2019 erschien das Doppelalbum The Clockwork Prologue, welches die Vorgeschichte des 2016 erschienenen Triple-Albums The Clockwork Fable erzählt.

## Gastmusiker
Regelmäßige Gastmusiker
- Melissa Hollick – Gesang (2013–heute)
- Dying Seed – Gesang (2013–heute)

Derzeitige Gastmusiker
- Matt Stevens – Gitarre (A Forest Of Fey, The Clockwork Fable)[13][14][19]
- Dave Oberlé – Bodhrán, Gesang (A Forest Of Fey, The Clockwork Fable)[13][14][19]
- Blaze Bayley – Gesang (The Clockwork Fable)[19]
- Arjen Lucassen – Gesang (The Clockwork Fable)[19]

Ehemalige Gastmusiker
- Troy Donockley – Holzblasinstrumente, Cumbrian Bouzouki und Pfeifen (A Forest Of Fey)[13][14]
- John Mitchell – Gesang (A Forest Of Fey)[13][14]
- Clive Nolan – Synthesizer (A Forest Of Fey)[13][14]
- Aisling Marsh – Gesang (From a Point of Existence)
- Davor Bušic – Querflöte (A Day in the Life of a Universal Wanderer)
- Suzanne Weller – Querflöte (A Day in the Life of a Universal Wanderer)
- Andy Bolper – Saxophon (A Day in the Life of a Universal Wanderer)
- Lonna Marie – Gesang (A Day in the Life of a Universal Wanderer)
- Rebecca Watson – Gesang (2011–2013)
- Jennifer Pederson – Gesang (2013–2014)

## Diskografie

### Studioalben
- 2011: The Master and the Monkey
- 2011: Road to Darkness
- 2012: From a Point of Existence
- 2013: A Day in the Life of a Universal Wanderer
- 2014: A Forest of Fey
- 2016: The Clockwork Fable
- 2017: A Day in the Life of a Universal Wanderer (Special Edition)
- 2018: Road to Darkness (Special Edition)
- 2019: The Clockwork Prologue

### EPs
- 2011: Songs from the Solway
- 2011: The Wizard’s Study
- 2012: There and back again
- 2012: Winter is coming
- 2013: The Wizard’s Study II: Balrog Boogaloo
- 2013: Songs from a Winter Forest
- 2015: Live from a Post – Apocalyptic Powercut (Unplugged)
- 2015: Uprooted (Kompilation)